# Jack Guest
Jack Guest   (Montreal, 28 de març de 1906 - Toronto, 12 de juny de 1972) fou un remer quebequès que va competir durant la dècada del 1920.
El 1928 va prendre part en els Jocs Olímpics d'Amsterdam, on guanyà la medalla de plata en la prova del doble scull del programa de rem, formant parella amb Joseph Wright, Jr..
Aquell mateix any quedà eliminat en semifinals de la Diamond Challenge Sculls de la Henley Royal Regatta pel seu company Wright. El 1929 tornà a perdre contra Wright en semifinals en la mateixa regata i no fou fins a 1930 quan aconseguí guanyar la Diamond Challenge Sculls, en aquell temps el mundial oficiós de l'especialitat. Poc després es retirà de l'alt nivell competitiu i passar a desenvolupar tasques de gestió esportiva. Fou president del Don Rowing Club de Mississauga entre 1938 i 1952. Va dirigir l'equip de rem canadenc als Jocs Olímpics de 1956 i els Jocs de la Commonwealth de 1962 i 1966, alhora que fou el primer membre canadenc de la Federació Internacional de Societats de Rem. Entre 1960 i 1968 va dirigir el Comitè Olímpic Canadenc.